# Teenage Hadebe
Teenage Hadebe (sinh ngày 17 tháng 9 năm 1995) là một hậu vệ bóng đá người Zimbabwe thi đấu cho câu lạc bộ Süper Lig Yeni Malatyaspor và Đội tuyển bóng đá quốc gia Zimbabwe.

## Sự nghiệp
Hadebe dành 3 năm đầu tiên cùng với Bantu, trước khi chuyển đến Highlanders năm 2015 và sau đó là Chicken Inn năm 2016. Vào tháng 7 năm 2017 anh ký hợp đồng với đội bóng Nam Phi Kaizer Chiefs. Anh có màn ra mắt tại giải vô địch cho Kaizer Chiefs vào ngày 22 tháng 11 năm 2017 trong trận hòa 0-0 trên sân khách trước AmaZulu. Anh ghi bàn thắng đầu tiên cho câu lạc bộ vào ngày 4 tháng 4 năm 2018 trong chiến thắng 1-0 trên sân khách trước Free State Stars. Bàn thắng của anh, đến từ phút 95, được kiến tạo bởi Siphiwe Tshabalala và mang về 3 điểm cho đội nhà.
Trong sự nghiệp, Hadebe có 8 lần khoác áo cho đội tuyển quốc gia Zimbabwe và ghi 4 bàn thắng.

## Thống kê sự nghiệp

### Quốc tế
Tính đến 18 tháng 1 năm 2022.
| Đội tuyển quốc gia | Năm       | Số trận | Bàn thắng |
| ------------------ | --------- | ------- | --------- |
| Zimbabwe           | 2016      | 8       | 4         |
| Zimbabwe           | 2017      | 3       | 0         |
| Zimbabwe           | 2018      | 5       | 0         |
| Zimbabwe           | 2019      | 8       | 0         |
| Zimbabwe           | 2020      | 5       | 0         |
| 2021               | 3         | 0       |           |
| 2022               | 3         | 0       |           |
| Tổng cộng          | Tổng cộng | 35      | 4         |

### Bàn thắng quốc tế
Tính đến 17 tháng 11 năm 2016. Tỉ số và kết quả liệt kê bàn thắng của Zimbabwe trước.
| Bàn thắng | Thời gian           | Địa điểm                                         | Đối thủ    | Tỉ số | Kết quả | Giải đấu        |
| --------- | ------------------- | ------------------------------------------------ | ---------- | ----- | ------- | --------------- |
| 1         | 31 tháng 5 năm 2016 | Sân vận động Rufaro, Harare, Zimbabwe            | Uganda     | 1–0   | 2–0     | Giao hữu        |
| 2         | 31 tháng 5 năm 2016 | Sân vận động Rufaro, Harare, Zimbabwe            | Uganda     | 2–0   | 2–0     | Giao hữu        |
| 3         | 15 tháng 6 năm 2016 | Sân vận động Sam Nujoma, Windhoek, Namibia       | Seychelles | 4–0   | 5–0     | Cúp COSAFA 2016 |
| 4         | 5 tháng 11 năm 2016 | Sân vận động Thể thao Quốc gia, Harare, Zimbabwe | Zambia     | 1–0   | 1–0     | Giao hữu        |